# Philip Zinckernagel
Philip Zinckernagel (Copenaghen, 16 dicembre 1994) è un calciatore danese, attaccante dei Chicago Fire.

## Caratteristiche tecniche
Prevalentemente, viene schierato come seconda punta.

## Carriera

### Club
Cresciuto nelle giovanili del KB, Zinckernagel è successivamente passato al Nordsjælland. Con la prima squadra di questo club, in data 20 maggio 2013 si è accomodato in panchina in occasione della sfida vinta per 1-0 contro l'Esbjerg, valida per la 33ª giornata della Superligaen: non è stato impiegato nel corso della partita.
L'anno successivo, si è trasferito all'HB Køge, compagine militante in 1. Division. Ha esordito in squadra il 25 luglio 2013, schierato titolare nel successo per 2-0 sul Lyngby. Il 23 agosto successivo ha trovato la prima rete, nel 2-1 inflitto al Vendsyssel. È rimasto in squadra per un biennio, totalizzando 61 presenze e 6 reti tra campionato e coppa.
Libero da vincoli contrattuali dopo questi due anni, il 28 agosto 2015 è stato ufficialmente ingaggiato dall'Helsingør. Ha debuttato con questa casacca il 7 settembre, schierato titolare nella sconfitta per 1-0 patita sul campo del Silkeborg. Il 13 settembre ha siglato il primo gol, nel 2-2 interno contro il Vendsyssel. L'11 ottobre 2015 ha prolungato il contratto che lo legava al club, fino al 30 giugno 2017. Il 4 gennaio 2016 ha cambiato il proprio numero di maglia, passando al numero 10, lasciato libero dall'addio di Mads Laudrup.
Il 30 agosto 2016 è stato acquistato dal SønderjyskE, in Superligaen: ha firmato un contratto valido fino al 31 dicembre 2019. Ha giocato la prima partita in squadra il 18 settembre, subentrando a Nicolaj Madsen nella vittoria per 2-3 arrivata sul campo della sua ex squadra del Nordsjælland. Il 20 novembre successivo ha trovato la prima rete nella massima divisione locale, con cui ha sancito il successo per 1-0 sul Midtjylland.
Il 30 marzo 2018, i norvegesi del Bodø/Glimt hanno ufficializzato l'acquisto di Zinckernagel, che ha firmato un accordo triennale con la nuova squadra. Ha contribuito alla vittoria finale del campionato 2020.
Il 1º gennaio 2021 è stato reso noto il suo passaggio agli inglesi del Watford, a cui si è legato con un contratto valido fino al 30 giugno 2026.
Il 7 agosto 2021 viene ceduto in prestito al Nottingham Forest.
Alla fine della stagione firma un contratto triennale con i greci dell'Olympiacos che, dopo una sola presenza in campionato, lo girano in prestito allo Standard. Al termine della stagione con la squadra di Liegi resta in Belgio ma con la casacca del Bruges, firmando un contratto di due anni.
Terminata definitivamente l'esperienza belga, il 18 agosto 2024 viene ufficializzato il suo ritorno al Bodø/Glimt, con un video di presentazione contenente una frecciata nei confronti della Roma.

### Nazionale
Zinckernagel ha rappresentato la Danimarca a livello Under-18 e Under-20.

## Statistiche

### Presenze e reti nei club
Statistiche aggiornate al 18 luglio 2025.
| Stagione           | Club               | Campionato         | Campionato | Campionato | Coppe nazionali | Coppe nazionali | Coppe nazionali | Coppe continentali | Coppe continentali | Coppe continentali | Supercoppe | Supercoppe | Supercoppe | Totale | Totale |
| Stagione           | Club               | Comp               | Pres       | Reti       | Comp            | Pres            | Reti            | Comp               | Pres               | Reti               | Comp       | Pres       | Reti       | Pres   | Reti   |
| ------------------ | ------------------ | ------------------ | ---------- | ---------- | --------------- | --------------- | --------------- | ------------------ | ------------------ | ------------------ | ---------- | ---------- | ---------- | ------ | ------ |
| 2012-2013          | Nordsjælland       | SL                 | 0          | 0          | CD              | 0               | 0               | UCL                | 0                  | 0                  | -          | -          | -          | 0      | 0      |
| 2013-2014          | HB Køge            | 1D                 | 29         | 3          | CD              | 2               | 0               | -                  | -                  | -                  | -          | -          | -          | 31     | 3      |
| 2014-2015          | HB Køge            | 1D                 | 27         | 2          | CD              | 3               | 1               | -                  | -                  | -                  | -          | -          | -          | 30     | 3      |
| Totale HB Køge     | Totale HB Køge     | Totale HB Køge     | 56         | 5          |                 | 5               | 1               |                    | -                  | -                  |            | -          | -          | 61     | 6      |
| 2015-2016          | Helsingør          | 1D                 | 23         | 3          | CD              | 2               | 0               | -                  | -                  | -                  | -          | -          | -          | 25     | 3      |
| lug.-ago. 2016     | Helsingør          | 1D                 | 6          | 2          | CD              | 0               | 0               | -                  | -                  | -                  | -          | -          | -          | 6      | 2      |
| Totale Helsingør   | Totale Helsingør   | Totale Helsingør   | 29         | 5          |                 | 2               | 0               |                    | -                  | -                  |            | -          | -          | 31     | 5      |
| ago. 2016-2017     | SønderjyskE        | SL                 | 24         | 1          | CD              | 2               | 0               | -                  | -                  | -                  | -          | -          | -          | 26     | 1      |
| 2017-mar. 2018     | SønderjyskE        | SL                 | 20         | 3          | CD              | 2               | 1               | -                  | -                  | -                  | -          | -          | -          | 22     | 4      |
| Totale SønderjyskE | Totale SønderjyskE | Totale SønderjyskE | 44         | 4          |                 | 4               | 1               |                    | -                  | -                  |            | -          | -          | 48     | 5      |
| 2018               | Bodø/Glimt         | ES                 | 24         | 6          | CN              | 3               | 1               | -                  | -                  | -                  | -          | -          | -          | 27     | 7      |
| 2019               | Bodø/Glimt         | ES                 | 30         | 6          | CN              | 1               | 0               | -                  | -                  | -                  | -          | -          | -          | 31     | 6      |
| 2020               | Bodø/Glimt         | ES                 | 28         | 19         | -               | -               | -               | UEL                | 3                  | 3                  | -          | -          | -          | 31     | 22     |
| gen.-giu. 2021     | Watford            | FLC                | 20         | 1          | FACup+CdL       | 1+0             | 0               | -                  | -                  | -                  | -          | -          | -          | 21     | 1      |
| 2021-2022          | Nottingham Forest  | FLC                | 42+3       | 6+0        | FACup+CdL       | 4+1             | 1+0             | -                  | -                  | -                  | -          | -          | -          | 50     | 7      |
| 2022               | Olympiacos         | SL                 | 1          | 0          | CG              | 0               | 0               | UCL+UEL            | 2+4                | 1+1                | -          | -          | -          | 7      | 2      |
| 2022-2023          | Standard Liegi     | D1                 | 27         | 10         | CB              | 1               | 0               | -                  | -                  | -                  | -          | -          | -          | 28     | 10     |
| 2023-2024          | Club Brugge        | D1                 | 29         | 7          | CB              | 3               | 0               | UECL               | 12                 | 0                  |            |            |            | 41     | 7      |
| 2024               | Bodø/Glimt         | ES                 | 11         | 3          | CN              | 0               | 0               | UCL+UEL            | 2+6                | 0+2                | -          | -          | -          | 19     | 5      |
| Totale Bodo Glimt  | Totale Bodo Glimt  | Totale Bodo Glimt  | 93         | 34         |                 | 4               | 1               |                    | 11                 | 5                  |            | -          | -          | 108    | 40     |
| 2025               | Chicago Fire       | MLS                | 21         | 10         | USOC            | 2               | 1               | -                  | -                  | -                  | LC         | 0          | 0          | 23     | 11     |
| Totale             | Totale             | Totale             | 365        | 82         |                 | 27              | 5               |                    | 29                 | 7                  |            | -          | -          | 421    | 94     |

## Palmarès

### Club

#### Competizioni nazionali
- Campionato norvegese: 2

Bodø/Glimt: 2020, 2024
- Campionato belga: 1

Club Bruges: 2023-2024